# صباح نوري السعيد
صباح نوري السعيد، (1911 - 1958) طيار عسكري عراقي وهو الأبن البكر لرئيس الوزراء العراقي نوري السعيد.

## الدراسة والمهنة
ولد صباح في بغداد عام 1911، وبعد أن أنهى دراسته الأولية في مدارس بغداد سافر إلى لندن والتحق للدراسة في جامعة كمبردج البريطانية وحصل على شهادة هندسة ميكانيك للطائرات. ولأنه كان يهوى قيادة الطائرات الحربية دخل كلية الطيران الملكية وتخرج برتبة ضابط طيار في القوة الجوية العراقية الملكية حتى وصل إلى رتبة عقيد طيار.
كان صباح طيار عسكري ماهر عرف عنهُ تحديه لطيار بريطاني استخف بقدراته العسكرية فقام بالطيران مارّاً من جسر الأحرار فعاقبه والده على هذهِ المحاولة، فأصدر والده نوري السعيد في يومها قرارا أبرق بهِ إلى مدرسة الطيران بمنع صباح من الطيران وبقي مدة حتى أحيل أثرها للعمل موظفاً في سكك الحديد ثم عين مديراً عاماً للخطوط الجوية العراقية.

## زواجه وذريته
تزوج صباح من عصمت السعيد ابنة علي باشا فهمي عضو مجلس الشيوخ المصري، وأحد أقطاب الحركة الوطنية لاستقلال مصر في زمن سعد زغلول، وعصمت من أم تركية تتكلم خمسة لغات تحمل شهادة الدكتوراه من جامعة باريس في الاقتصاد والعلوم السياسية تمت إجراءات خطوبتها بصورة بسيطة بعدها انتقلت العروس إلى بغداد لاستكمال متطلبات الزواج الذي أقيم في بيت العائلة في راغبة خاتون ليلة الجمعة 22 تشرين الأول/ أكتوبر 1936، لهُ منها ولدان كانا بلندن رفقة والدتهم وجدتهم نعيمة العسكري خلال أحداث الانقلاب ليلة 14 تموز، فعملت الدكتورة عصمت مترجمة بإذاعة BBC لإعالتهم.

## من تاريخه

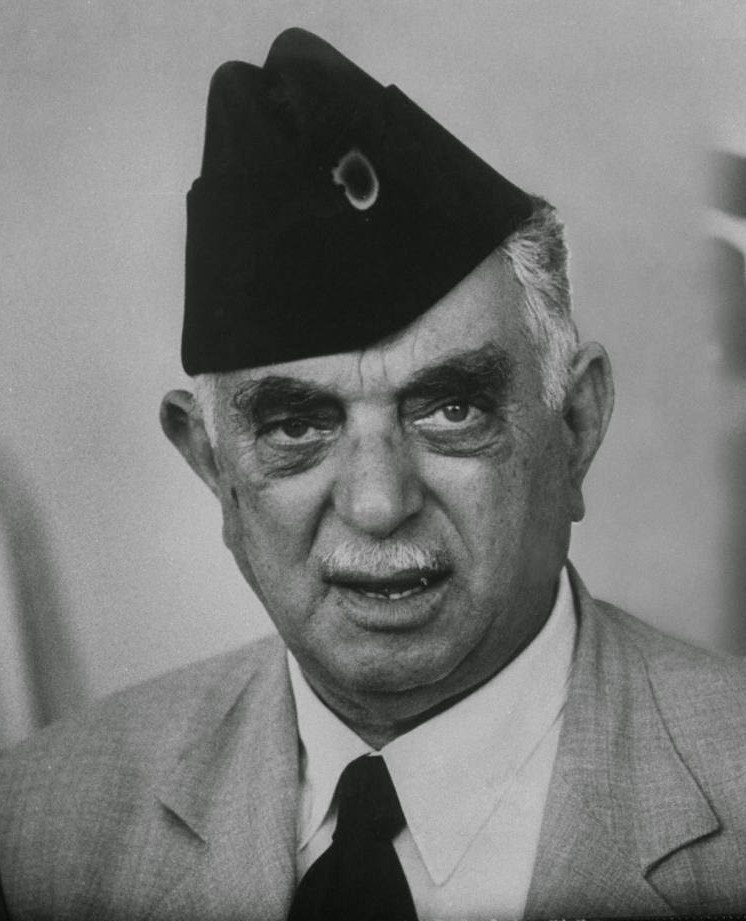
الباشا نوري السعيد

وقائع هذه الحادثة حدثت في عام 1936 أثناء احتفال أقيم في ساحة الكشافة، وقد حضره الملك غازي ملك العراق وطلب من صباح ابن نوري سعيد، لأنهُ طيار ماهر أن يقوم ببعض الألعاب الجوية بطائرته وشرط عليهِ أن يستصحب معهُ أحد خدام القصر الملكي (للمزاح) لأن هذا الخادم يجلب الضحك بتصرفاتهِ وخوفه من الصوت العالي، فصعد صباح بالطائرة وحلق بها، ومن الطبيعي أن صباح كان يقود في المقدمة ويجلس الخادم خلفه في المقعد الخلفي. ولما كانت الطائرة في حالة الانقضاض (الهبوط) تملَّك الخادم الرعب وأمسك بظهر صباح وتشبث بيديهِ ومنعه تماماً من الحركة ففقد صباح السيطرة على مقود الطائرة وسقطت الطائرة على الأرض في ساحة الكشافة وتهشم المقعد الأول وأصيب صباح نوري سعيد بجروح بليغة وكاد يموت، أما الخادم فقد إخترق رأسه أحد الأعمدة الأرضية وتوفي المسكين في الحال. شعر الملك غازي بالأسف الشديد، وأتخذت الأجراءات لعلاج صباح ونقل في الحال إلى مدينة الحبانية، حيث كان هناك المستشفى البريطاني. ولقد تعذر علاجه بالمستشفى البريطاني لأن اصاباته خطيرة وبالغة فجهزت طائرة خاصة من قبل الجيش البريطاني ونقل إلى إنكلترا وهناك بقي لفترة طويلة حى تماثل للشفاء.
كلف العلاج في حينها (400) دينار عراقي صرفها والده نوري السعيد من جيبه الخاص وعندما طالب بصرف المبلغ من الخزينة لأن مسبب الحادثة هو الملك وليس ولدهُ صباح إعترض وزير المالية وإمتنع عن الصرف، وبسبب ذلك قدم نوري السعيد استقالته وتضامن معه بعض الوزراء مما استدعي إلى استقالة الوزارة بكاملها وشكل نوري السعيد وزارة جديدة وأيضا عندما طالب نوري سعيد مرة أخرى باجتماع مجلس الوزارء بتعويضه بمبلغ ال (400) دينار لأن ابنه لم يكن سببا بهذه الحادثة وانما الحاح الملك بركوب أحد الخدام، امتنع أيضا وزير المالية عن تعويض رئيس الوزراء بأي مبلغ لأن الحادثة أمر شخصي بين الملك وصباح، فتضامن باقي الوزراء مع وزير المالية مما حدا بالوزارة الجديدة إلى الاستقالة أيضا بسبب امتناعها عن تعويض رئيس الوزراء المبلغ المطلوب. لانهم أمناء على أموال الشعب والمسألة شخصية بين الملك ونوري سعيد (وعليهم تحمل تبعاتها).

## وفاته

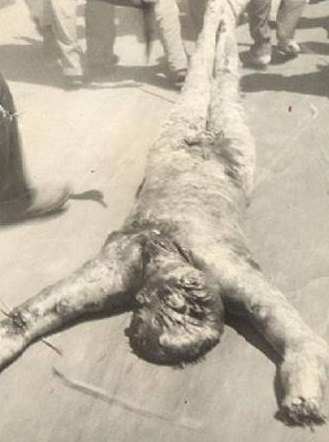
صورة جثة نوري السعيد وقيل إنها جثة صباح ابنه بعد القبض عليهِ وقتلهِ ثم تشويه وسحل جثتهِ من قبل الجماهير في بغداد بالشوارع خلال أحداث ثورة 14 تموز 1958

قتل صباح بعد أيام قليلة من انقلاب 14 تموز العسكري الذي أطاح بالملكية العراقية، وإعلان الجمهورية العراقية في 14 يوليو 1958.
حيث بعد اذاعة خبر مقتل والدهِ نوري السعيد ذهب صباح في اليوم التالي إلى دار الإذاعة في منطقة الصالحية التي اتخذها الانقلابيون مقراً لهم، فطالبهم بتسليم جثة والده لكي يدفنها ، ولكن رد العسكريون على طلبهِ باطلاق النار عليهِ فأردوه قتيلاً، ثم هجمت الجماهير في موقع الحادث على جثتهِ ففتكوا بها ثم سحلوها بالشارع حتى تمزقت وتقطعت أوصالها وتفرقت في كل مكان ولم يتبقى منها شيء وقيل دفنت بقية رفاته في حديقة المقبرة الملكية في الأعظمية.